# Camponaraya
Camponaraya es un municipio y lugar español de la provincia de León, en la comunidad autónoma de Castilla y León. Se encuentra en la comarca de El Bierzo y cuenta con una población de 4104 habitantes (INE 2024). Es uno de los municipios leoneses en los que se habla gallego, si bien la existencia documentada de abundantes leonesismos en la toponimia histórica del municipio, suponen un muestra de que Camponaraya fue tradicionalmente una zona de transición lingüística entre el gallego y el leonés, donde pudo haber predominado el elemento leonés inicialmente, viéndose posteriormente desplazado por el gallego, incluso en la toponimia.

## Geografía
Integrado en la comarca de El Bierzo, está situado a 124 kilómetros de la capital provincial. El término municipal está atravesado por la Autovía del Noroeste A-6 entre los pK 393 y 398 así como por las carreteras N-6 y la N-536.
El relieve del municipio es predominantemente llano, con una altitud que oscila entre los 600 metros al noroeste (Alto de Ocedo) y los 475 metros al sur. El pueblo se alza a 487 metros sobre el nivel del mar.
| Noroeste: Cacabelos   | Norte: Arganza  | Noreste: Cabañas Raras |
| Oeste: Carracedelo    |                 | Este: Ponferrada       |
| Suroeste: Carracedelo | Sur: Ponferrada | Sureste: Ponferrada    |

## Historia

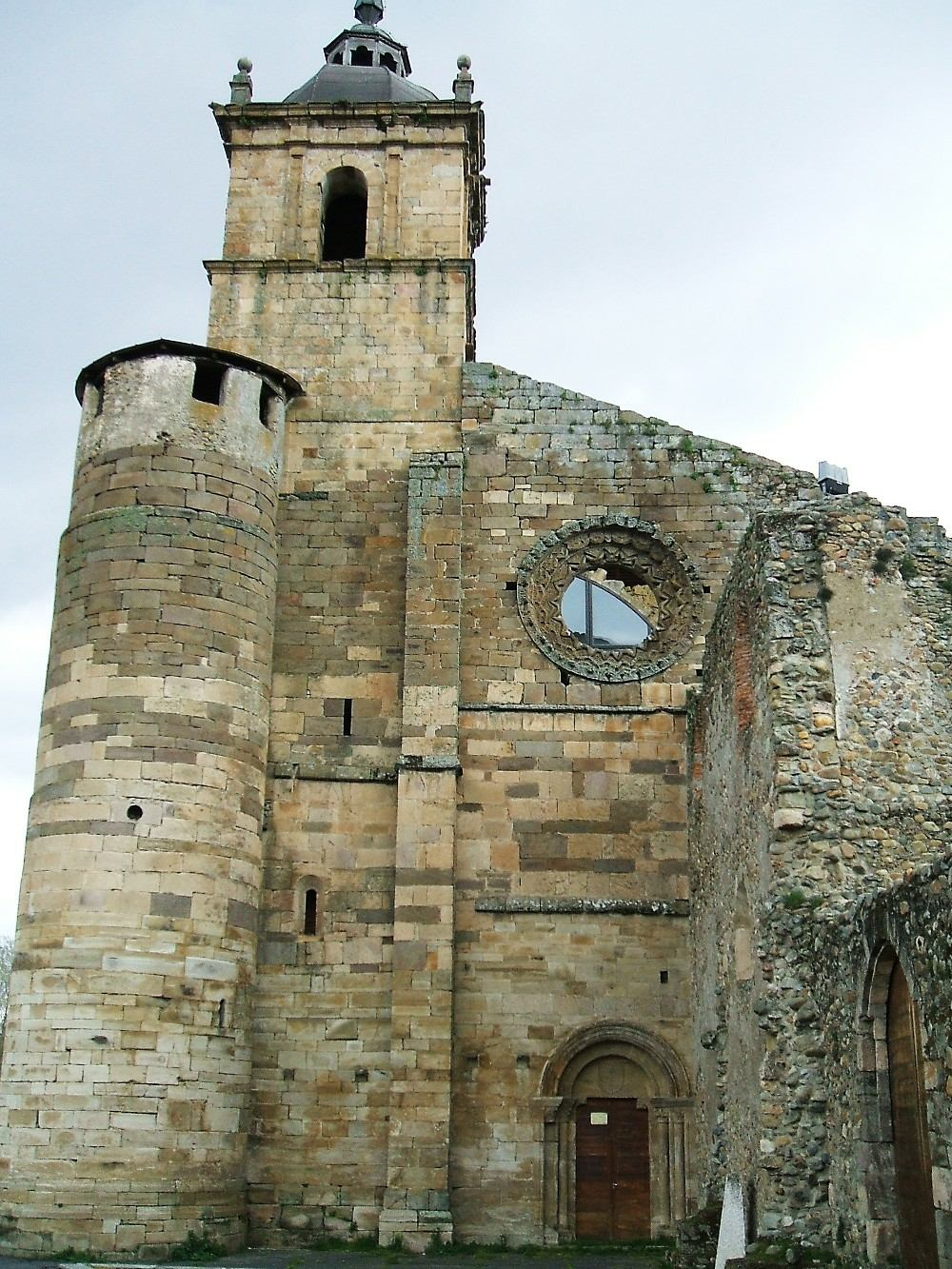
Campo y Naraya dependieron desde el del Monasterio de Carracedo

La fundación de las localidades de Campo y Naraya, así como del resto de pueblos que conforman el municipio se dataría en la Edad Media, cuando habrían sido creadas en los procesos repobladores llevados a cabo por la monarquía asturleonesa, quedando integrados en el reino de León desde su nacimiento. En este sentido, Campo y Naraya estuvieron vinculadas al Monasterio de San Julián de Samos durante los siglos XI y XII, pasando a depender más tarde del Monasterio de Santa María de Carracedo. Por su parte, Magaz y Narayola registran su primera mención escrita en el privilegio fundacional de Carracedo del año 992: «Per vadunm Stephany viam que ducit fonten ausalem usque ad vallem mayorem, et descendit viam que vadit Magace usque ad terminium de Narayola».
Tras su fundación, Campo y Naraya se desarrollaron gracias a su ubicación junto al Camino de Santiago, siendo desde la Edad Media numerosos los peregrinos que transitaban por su término, lo que facilitó la implantación de dos hospitales asistenciales para peregrinos en la localidad, el de la Soledad y el de San Juan de Jabero, donde los viajeros recibían la atención necesaria para poder seguir con su peregrinación.
No obstante, Camponaraya no nació como una sola localidad hasta el siglo XV, cuando las hasta entonces localidades de Campo y Naraya, que se encontraban separadas por el arroyo Naraya, se unificaron legalmente como una única localidad, que tomó el nombre de ambas, dando lugar a Camponaraya. Por otro lado, en esta época, con la reducción de ciudades con voto en Cortes a partir de las Cortes de 1425, las localidades del municipio pasaron a estar representadas por León, lo que les hizo formar parte de la provincia de León en la Edad Moderna, situándose dentro de ésta en el partido de Ponferrada.
Asimismo, debido a la adscripción territorial desde la Alta Edad Media del territorio de Camponaraya al reino leonés, durante toda la Edad Moderna las localidades del municipio formaron parte de la jurisdicción del «Adelantamiento del reino de León».
Finalmente, en la Edad Contemporánea, en 1821 Camponaraya y el resto de localidades del municipio pasaron a formar parte de la provincia de Villafranca, si bien al perder ésta su estatus provincial al finalizar el Trienio Liberal, en la división de 1833 pasaron a estar adscritas a la provincia de León, dentro de la Región Leonesa.

## Demografía
Cuenta con una población de 4104 habitantes (INE 2024).
| Gráfica de evolución demográfica de Camponaraya entre 1842 y 2021                                                     |
| |
| Población de derecho según los censos de población del INE. Población de hecho según los censos de población del INE. |

#### Núcleos de población
El municipio se divide en varios núcleos de población, que poseían la siguiente población en 2017 según el INE.
| Núcleo de población | Población |
| ------------------- | --------- |
| Camponaraya         | 2943      |
| Magaz de Abajo      | 510       |
| Narayola            | 389       |
| La Válgoma          | 161       |
| Hervededo           | 69        |

## Economía

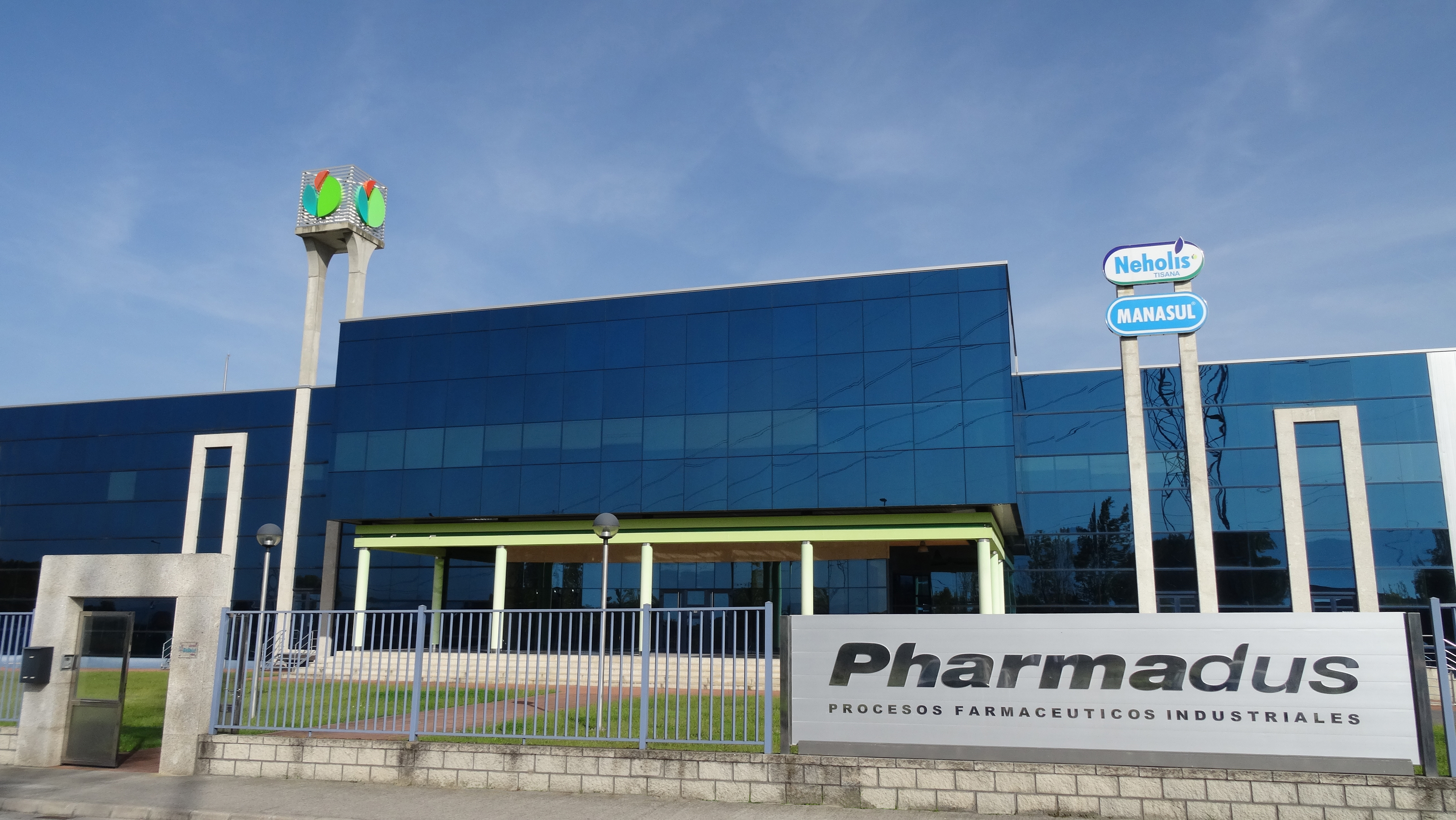
Sede de Pharmadus en Camponaraya

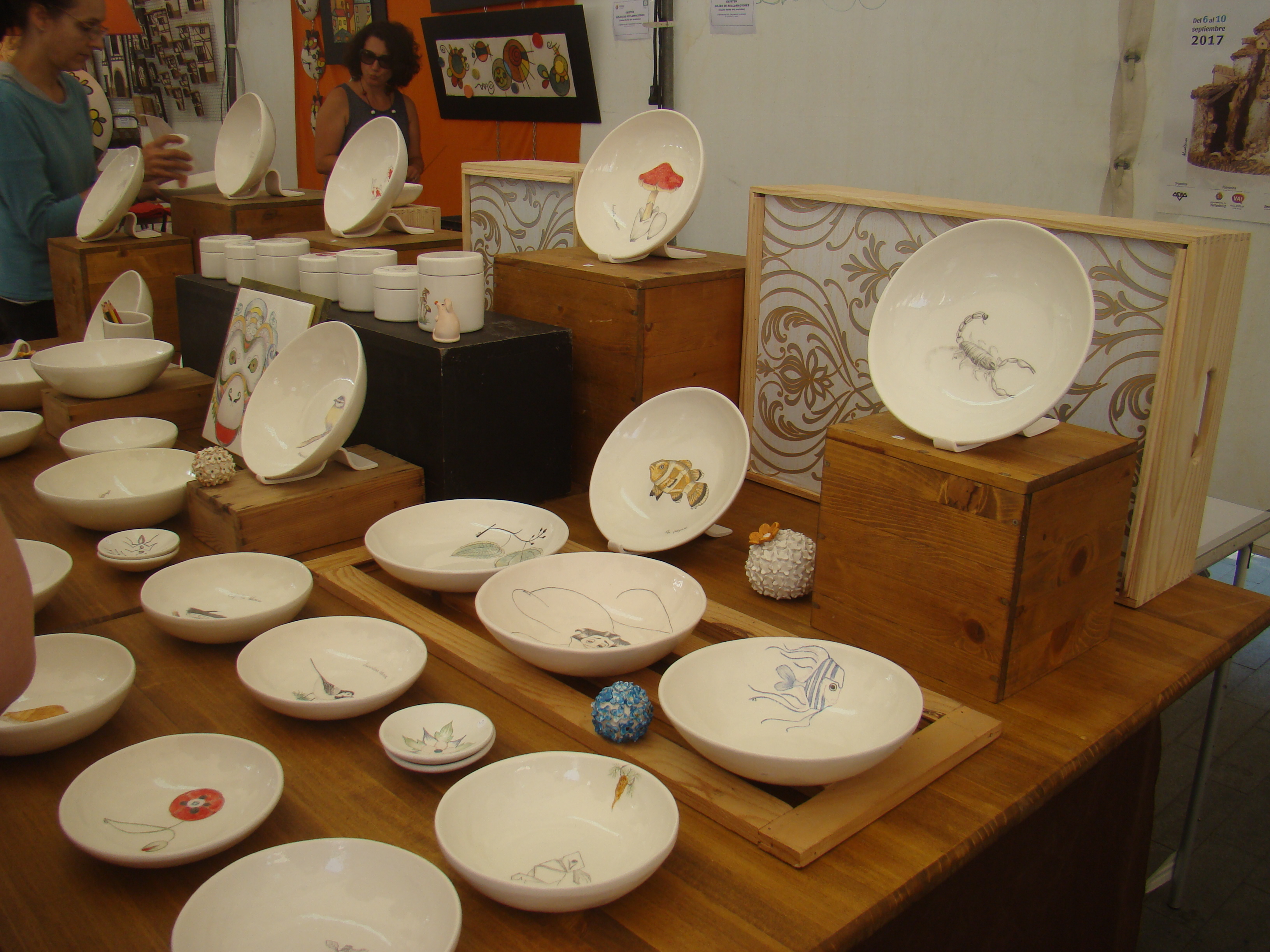
Cerámica de Camponaraya

#### Sector primario
En su municipio se producen vinos de gran calidad (Denominación de Origen Bierzo), exportados a diversos sitios como Alemania o Estados Unidos, en el municipìo de Camponaraya tiene su sede la Cooperativa Viñas del Bierzo, la primera cooperativa del Bierzo y la segunda de mayor producción en tonelaje de uvas de El Bierzo; frutas y hortalizas (Denominación de origen Manzana Reineta del Bierzo, o Pimiento del Bierzo); castañas; etcétera.
La ganadería, aunque ha sufrido un retroceso en el municipio debido al crecimiento del pueblo, sigue teniendo una cierta importancia tanto a nivel de explotaciones familiares en los pueblos del municipio, como en la cría de distintas especies para sacrificio.

#### Sector secundario
El actual polígono industrial de Camponaraya consta de cuatro sectores y se accede por la antigua N-VI y la autovía A-6.
Se encuentra situado a unos 7  km de distancia del centro urbano de Ponferrada y rodeado por dos ejes de comunicación de vital importancia, la Autovía del Noroeste (A-6) cuya salida 399 se encuentra a unos escasos 800 metros y por la Antigua Nacional VI que cruza dicho polígono transversalmente. Además está situado en el centro geográfico de la Comarca de El Bierzo a unos 10 minutos del centro de Ponferrada sin olvidarnos de las excelentes comunicaciones con las que cuenta para llegar a la Terminal de Mercancías del Bierzo.

#### Sector terciario
El sector servicios, que sigue creciendo como en el resto de Europa, representa actualmente el sector probablemente más en auge y el que mayores ingresos produce, centrado en el comercio.

## Símbolos
Bandera
La bandera y el escudo fueron aprobados por Acuerdo del 22 de octubre de 2001, del Ayuntamiento de Camponaraya, publicado en el Boletín Oficial de Castilla y León n.º 217, de 8 de noviembre de 2001.

La bandera es rectangular de proporciones 2:3. Está formada por cinco franjas horizontales en proporciones alternas de 5/17,1/17, siendo azules las exteriores, blancas las intermedias y roja con cinco veneras blancas la central.

## Administración y política

### Elecciones municipales
| Partido político                         | 2015  | 2015       | 2015 |
| Partido político                         | %     | Concejales |      |
| Partido Socialista Obrero Español (PSOE) | 51,81 | 7          |      |
| Partido Popular (PP)                     | 14,26 | 1          |      |
| Coalición por El Bierzo (CB)             | 14,22 | 1          |      |
| Cambiemos Camponaraya                    | 10,57 | 1          |      |
| Camponaraya En Común                     | 7,71  | 1          |      |

## Cultura

### Fiestas
En Camponaraya se celebran varias ferias al año, como la feria del Caballo de Pura Raza Española y la feria del Perro de Caza. Las fiestas patronales de La Soledad tienen lugar la tercera semana de septiembre; suelen durar cinco días. También se celebran la romería de Santiago, y, el primer domingo de agosto, la popular romería en la cuesta.
En cuanto a las pedanías de la localidad, Hervededo celebra sus fiestas en el mes de junio, en honor a san Antonio, mientras La Válgoma hace lo propio en mayo en honor a La Ascensión. Por su parte, Magaz de Abajo festeja a Santa Elena en abril, mientras que Narayola celebra en agosto sus fiestas en honor a Nuestra Señora y San Roque.

### Gastronomía
El municipio forma parte de la zona de producción de seis productos que sobresalen por su calidad: el vino, la manzana reineta, el pimiento, el botillo, la cecina y la pera.
Se comercializan con las etiquetas de calidad de:
- Denominación de Origen Bierzo.
- Denominación de Origen Manzana Reineta del Bierzo.
- Denominación I. G. P. Pimiento Asado del Bierzo.
- Denominación I. G. P. Botillo del Bierzo.
- Denominación I. G. P. Cecina de León.
- Marca de Calidad Pera Conferencia del Bierzo.

### Bandas musicales
- Varillas (antiguamente Varillas de Farfallo): grupo musical perteneciente al género punk-rock originario de Camponaraya, formado a mediados de 2014.

## Personas destacadas

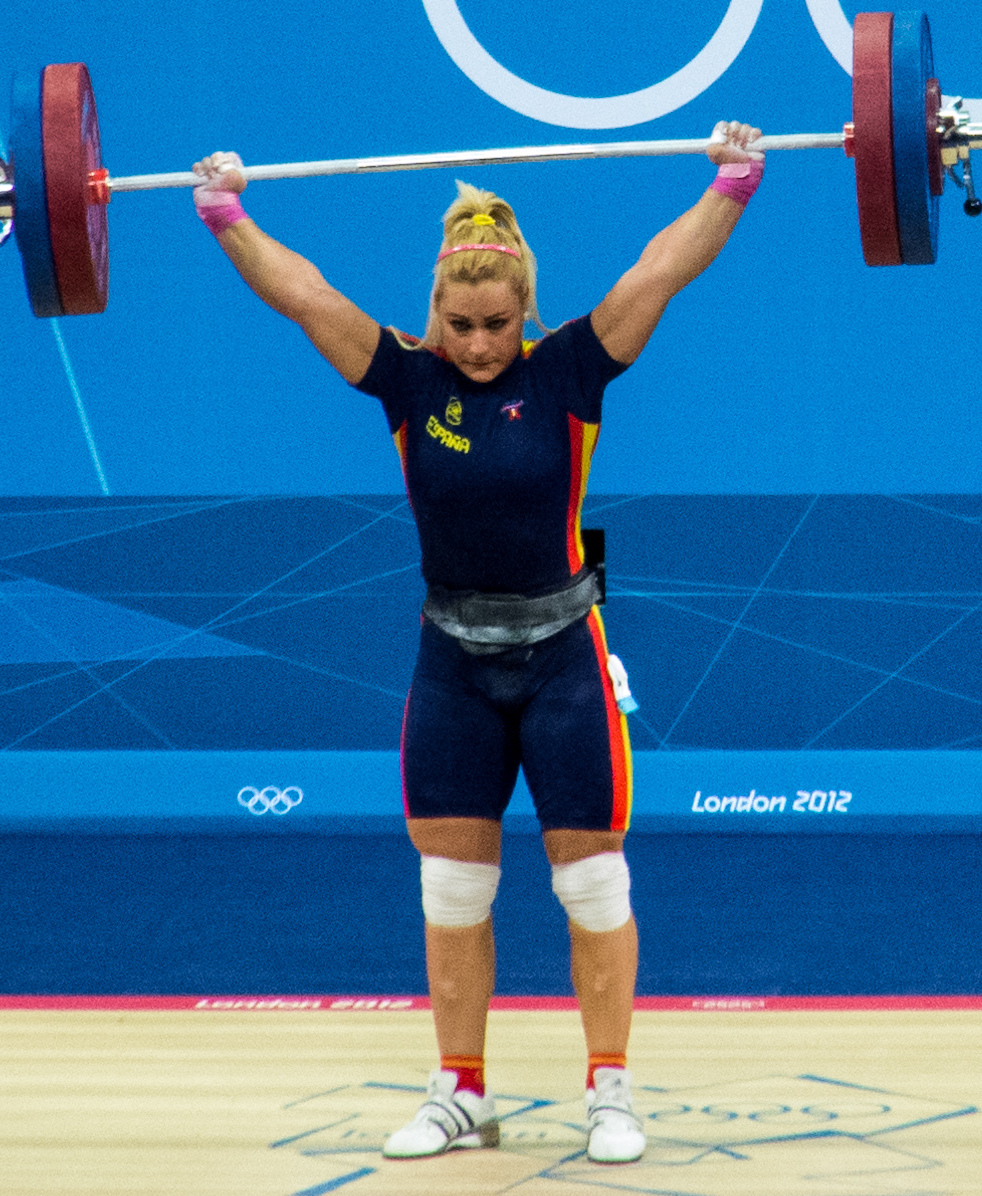
Lydia Valentín